# Ricardo Sá Pinto
Ricardo Manuel Andrade e Silva Sá Pinto (ur. 10 października 1972 w Porto) – portugalski piłkarz grający na pozycji ofensywnego pomocnika lub napastnika, trener.

## Kariera piłkarska
Seniorską karierę zaczynał w SC Salgueiros. W 1994 odszedł do Sporting CP, z którym w pierwszym sezonie zdobył puchar kraju.
W latach 1997–2000 występował w Realu Sociedad. W 2000 wrócił do Sportingu, gdzie wywalczył tytuł mistrza i wicemistrza ligi portugalskiej, puchar kraju oraz uczestniczył w finale Pucharu UEFA, gdzie jego klub przegrał z CSKA Moskwa 1:3. Po zakończeniu sezonu 2005/06 ogłosił, że kończy karierę piłkarską, ale został nakłoniony do zmiany tej decyzji. W maju 2006 podpisał kontrakt z belgijskim Standardem Liège. Po zakończeniu sezonu 2006/07 definitywnie zakończył karierę.
Rozegrał 45 spotkań w barwach reprezentacji Portugalii, w których strzelił dziesięć goli. Zadebiutował 7 września 1994 w Belfaście w wygranym przez spotkaniu z Irlandią Północną. Był powołany na ME 1996 i ME 2000. W reprezentacji po raz ostatni wystąpił 6 czerwca 2001 w meczu z Cyprem (6:0). Uraz stawu skokowego uniemożliwił mu start w MŚ 2002.
W 1997, żądając wyjaśnień od selekcjonera reprezentacji Artura Jorge, dlaczego ten nie powołał go do kadry, udał się do niego, a następnie pobił. W wyniku tego zajścia Jorge podał się do dymisji, a piłkarz został zdyskwalifikowany na rok.

## Kariera trenerska
W 2010 Sá Pinto został asystentem trenera Pedra Caixinhi w União Leiria. Po sezonie 2010/11 został trenerem juniorów w Sporting CP, a 13 lutego 2012 został nowym szkoleniowcem pierwszego zespołu. 25 maja 2012 przedłużył kontrakt, podpisując dwuletnią umowę. 4 października 2012, po wyjazdowej przegranej 0:3 z węgierskim Videoton FC w Lidze Europy, został zwolniony z klubu. 21 marca 2013 podpisał kontrakt z serbską Crveną zvezdą. Prowadził również OFI 1925 i PAE Atromitos.

### Legia Warszawa
13 sierpnia 2018 podpisał trzyletni kontrakt z Legią Warszawa, do której przyszedł razem ze swoimi trzema współpracownikami. 2 kwietnia 2019 został zwolniony.

### SC Braga
3 lipca 2019 związał się z portugalskim SC Braga dwuletnim kontraktem. Pod jego wodzą klub wygrał grupę K Ligi Europy. 23 grudnia tego samego roku został zwolniony.